# 桑名吉成
桑名 吉成（くわな よしなり）は、戦国時代から江戸時代初期にかけての武将。長宗我部氏の家臣。後に藤堂氏の家臣となる。長宗我部家臣時代は土佐国中村城代。諱は別に一孝。通称は弥次兵衛で、桑名弥次兵衛の名の方が知られる。

## 生涯

### 長宗我部家臣時代
桑名家は遠祖は伊勢平氏の庶流にあたり、もとは伊勢国桑名郡桑名郷の出自で、地名から桑名を称したとされる。長宗我部家に仕えたのは戦国時代の初期（応仁の頃）に桑名丹後守が土佐に来たのが始まりで、元親の土佐平定に功績を立てて、桑名・久武・中内の長宗我部三家老の一に列したとされている。
吉成は、桑名重定（丹後守）の弟・藤蔵人の養子で、義従兄弟に桑名親光（太郎左衛門）、桑名平右衛門、桑名親勝（将監）がいる。実父は中内藤左衛門。
吉成は父や伯父らと元親の四国平定に貢献し、それらの功績を評価されて天正期に中村城代に任命された。天正14年（1586年）、豊臣秀吉の命令で元親が九州征伐に出陣した際には従軍し、12月の戸次川の戦いにも参加するが島津家久の前に大敗し、元親は命からがら逃走する。この際、吉成は豊後臼杵（現在の大分県臼杵市）において落ち武者狩りにあった元親を守り抜いて長宗我部軍の撤退に貢献した。元親は吉成の働きを高く評価し、慶長4年（1599年）に元親が死去する際、後継者の盛親に対して「吉成を先手とせよ」と遺言したと伝わる。
盛親にも仕え、慶長5年（1600年）の関ヶ原の戦いで盛親が西軍に属して敗れ改易になると、家臣の中に改易を受け入れず籠城を主張する者が相次いだ。吉成は抵抗しても無意味と悟り、自らや長宗我部家に所縁のある僧侶を使者として送り説得にあたり、領地と城の接収に尽力した。

### 藤堂家臣時代
吉成の政治的・事務的な手腕は東軍方の諸将の間でも高く評価され、盛親の兄・津野親忠と懇意にしていた藤堂高虎はその手腕を認めて2,000石で吉成を召し抱えた。ただし藤堂家の家臣となった時代の吉成の事績はほとんど不明である。
慶長20年（1615年）5月、大坂夏の陣・八尾の戦いで藤堂軍の一員として参加し、かつての主君・長宗我部盛親の軍勢と戦って壮絶な戦死を遂げた。主君と槍を交わすのに忍びず、自ら敵中になだれ込み、自殺したとも言う。